# 카물리구

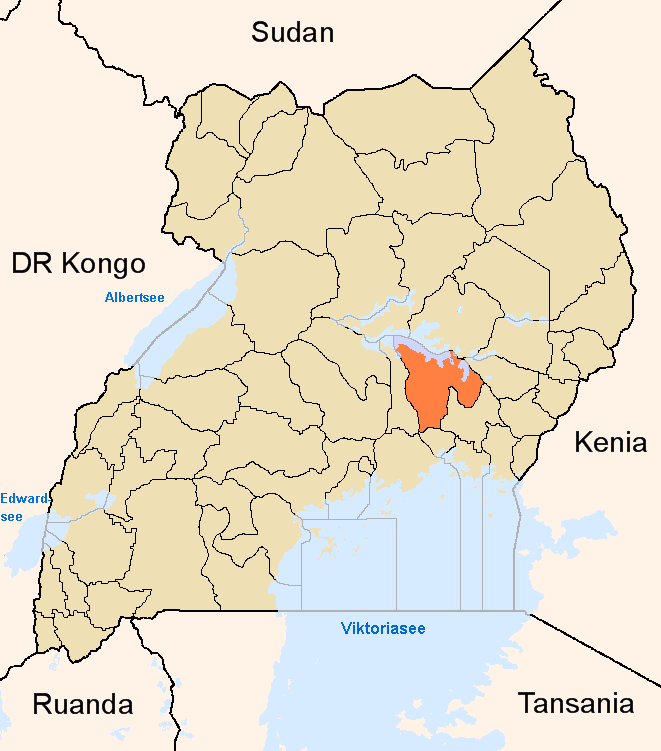
카물리 구의 위치

카물리구(Kamuli)는 우간다 중남부에 위치한 구로, 행정 중심지는 카물리이며 면적은 4,302km2, 인구는 372,200명(2002년 인구 조사 기준)이다.
행정 구역상으로는 동부 주에 속하며 3개 군(부디오페 군, 부가불라 군, 부자야 군)을 관할한다. 남동쪽으로는 이강가 구, 남쪽으로는 진자 구, 북쪽으로는 키오가 호를 경계로 아몰라타르 구와 카베라마이도 구, 소로티 구, 카융가 구와 접한다.

## 같이 보기
- 우간다의 행정 구역